# 昆都山五显庙
昆都山五显庙是一处位于中国广东省佛山市三水区金本江根村的清代寺庙，1994年5月30日公布为三水市文物保护单位，2006年10月25日列入第四批佛山市文物保护单位。